# Марія Гроздева
Марія Здравкова Гроздева (болг. Мария Здравкова Гроздева; нар. 23 червня 1972, Софія, Болгарія) — болгарська стрілчиня, що спеціалізується у стрільбі з пістолета. Учасниця шести Олімпіад. Дворазова олімпійська чемпіонка, багаторазова чемпіонка Європи. Одна з найбільш титулованих спортсменок Болгарії у всіх видах спорту. Почесна громадянка Софії.

## Кар'єра
Марія Гроздева почала займатися спортивною стрільбою у 11 років у тренера Валентина Андреєва. У 14 років виконала норматив майстра спорту зі стрільби. Протягом більшої частини кар'єри особистим тренером Гроздевої був Валерій Григоров, який став її чоловіком і батьком трьох дітей.
На Олімпійських іграх болгарська спортсменка дебютувала 1992 року в Барселоні й одразу ж завоювала там бронзу в стрільбі з пневматичного пістолета. Чотири роки по тому вона повторила цей успіх вже на Олімпіаді в Атланті.
2000 року Гроздева виграла змагання зі стрільби з пістолета на дистанції 25 метрів, а в Афінах захистила своє звання, попутно обновивши олімпійський рекорд і ставши першою спортсменкою, яка захистила чемпіонське звання в цій дисципліні. Крім золота у 2004 році болгарська спортсменка виграла свою третю бронзову нагороду у стрільбі з пневматичного пістолета. Крім медальних успіхів на Іграх 2004 року Гроздева була обрана прапороносцем болгарської збірної на церемонії відкриття.
На Олімпіаді в Пекіні намагалася вдруге захистити чемпіонське звання, але посіла лише 5-те місце, а у стрільбі з пневматичного пістолета не змогла пробитися навіть у десятку найкращих. У Лондоні не змогла пробитися у фінал в обох дисциплінах, хоча у стрільбі з звичайного пістолета зупинилася в кроці від фіналу, ставши дев'ятою.
За свою кар'єру сім разів ставала чемпіонкою Європи, але на світових першостях лише двічі пробивалася у фінал: 1994 року посіла сьоме місце у стрільбі з пневматичного пістолета, а 2002-го була четвертою у стрільбі зі звичайного пістолета.